# おもいで写眞
『おもいで写眞』（おもいでしゃしん）は、2021年1月29日に公開された日本映画。テンカラット設立25周年企画作品。監督・脚本は熊澤尚人、主演は深川麻衣。熊澤自身が執筆した同名小説を原作とする。
東京で挫折し、故郷の富山県に戻った女性が一人暮らしの老婆との出会いをきっかけに、遺影ではなく思い出を紡ぐ“おもいで写真”を撮り続ける中で生きがいや新たな夢を見出す姿を描く。

## あらすじ
祖母が亡くなって帰郷している音更結子はピンボケな遺影写真にがっかりしているため、役場からの遺影写真を撮る仕事を受ける。お年寄りさんは皆運が悪いと思うんですから「思い出の場所で写真を撮る」サービスに変える。ある日、思い出が嘘だとわかって結子は不安になる。

## キャスト
- 音更結子（おとさら ゆうこ） - 深川麻衣（幼少期：古川凛）
- 星野一郎（ほしの いちろう） - 高良健吾
- 樫井美咲（かしい みさき） - 香里奈
- 結子の祖母 - 原日出子
- 居酒屋の大将 - 井浦新
- 千代 - 今本洋子
- 柏葉雅俊（かわしば まさとし） - 古谷一行[4]
- 山岸和子（やまぎし かずこ） - 吉行和子
- 写真を撮って貰う老婦人　- 仁科亜季子

## スタッフ
- 原作：熊澤尚人『おもいで写眞』（幻冬舎文庫）[5]
- 監督・脚本：熊澤尚人
- 脚本：まなべゆきこ
- 音楽：安川午朗
- 主題歌：安田レイ『amber』（ソニー・ミュージックレーベルズ）[6]
- 製作：小林栄太朗、渡辺和則、有馬一昭、岡田美穂、平体雄二
- プロデューサー：平体雄二、瀬島翔
- 撮影：月永雄太
- 照明：尾下栄治
- 美術：稲垣尚夫
- 録音：田中博信、反町憲人
- 音響効果：柴崎憲治
- 装飾：遠藤剛
- ヘアメイク：持丸あかね
- スタイリスト：神恵美
- キャスティング：北田希利子
- 写真：千葉高広
- 助監督：小野寺昭洋
- 製作担当：守田健二
- 配給：イオンエンターテイメント
- 制作プロダクション：スタジオブルー
- 製作：「おもいで写眞」製作委員会（テンカラット、ソニー・ミュージックエンタテインメント、イオンエンターテイメント、関西テレビ放送、スタジオブルー）

## 書誌情報
- 熊澤尚人（著）『おもいで写眞』、幻冬舎文庫（幻冬舎文庫）、2020年11月11日発売、ISBN 978-4-34-443034-1
- 『オフィシャルブック おもいで写眞 深川麻衣』、KADOKAWA、2021年1月20日発売、ISBN 978-4-04-605116-5